# Hospital Psiquiátrico del Salvador
El Hospital Psiquiátrico del Salvador es un centro asistencial de la ciudad de Valparaíso, dependiente del Servicio de Salud Valparaíso - San Antonio.

## El Hospital
Este establecimiento es el único hospital de especialidad en la red del Servicio de Salud Valparaíso San Antonio. Destinado a resolver la patología mental compleja tanto ambulatoria como interna para las comunas de Valparaíso y Casablanca, además de brindar atención  a pacientes de la jurisdicción del Servicio de Salud Viña del Mar–Quillota y brindar apoyo a la Región de Coquimbo. 
Es campo docente de pre y posgrado de la especialidad de Psiquiatría, Medicina, Enfermería,Trabajo Social, Nutrición, Kinesiología, Odontología, Psicología, Terapia Ocupacional y Técnicos Paramédicos.
Cuenta con una Unidad de Dispositivos Comunitarios  que  tiene a su cargo  8 hogares y  2 residencias protegidas  y 3 hospitales diurnos, que actualmente funcionan  al interior del Hospital.

### Proyectos
En el año 2010 se encuentra en etapa de desarrollo la implementación de la Unidad Psiquiátrica Transitoria (UPFT), que estará localizado en el Complejo Penitenciario de Alta Seguridad de Valparaíso y dependerá de este Establecimiento.

## Atenciones
- Atención Cerrada:

Dentro de la Atención Cerrada, dispone de corta y mediana estadía para niños y adultos y una unidad de cuidados especiales, con un total de 87 camas.
- Atención Abierta:

Entrega atención a pacientes ambulatorios en el mismo  hospital y en el Centro de Salud Mental Ambulatoria, ubicada en la misma ciudad.